# Hylomyscus thornesmithae
Hylomyscus thornesmithae (Kerbis Peterhans, Hutterer, & Demos, 2020) è un roditore della famiglia dei Muridi endemico della Repubblica Democratica del Congo.

## Descrizione

### Dimensioni
Roditore di piccole dimensioni, con la lunghezza della testa e del corpo tra 76 e 87 mm, la lunghezza della coda tra 117 e 125 mm, la lunghezza del piede tra 17 e 19 mm, la lunghezza delle orecchie tra 14 e 16 mm e un peso fino a 15 g.

### Aspetto
Le parti dorsali sono arancioni con la base dei peli grigia e più brillanti lungo i fianchi. É presente una macchia bianca ad ogni estremità del labbro superiore. Le vibrisse sono lunghe e nere. La pianta dei piedi è munita di 6 cuscinetti carnosi. La coda è più lunga della testa e del corpo. Le femmine hanno un paio di mammelle pettorali e due paia inguinali. Gli incisivi superiori sono ortodonti. Il rostro del cranio è corto.

## Distribuzione e habitat
Questa specie è conosciuta soltanto in due località lungo il fiume Tshuapa, nella Repubblica Democratica del Congo centrale.
Vive nelle foreste secondarie ai margini di foreste primarie stagionalmente alluvionate.

## Conservazione
Questa specie, essendo stata scoperta solo recentemente, non è stata sottoposta ancora a nessun criterio di conservazione.